# Behexen
Behexen ist eine Black-Metal-Band aus Finnland.

## Geschichte
Behexen wurde 1994 von Torog, Horns und Reaper gegründet, damals lautete der Bandname noch Lords of the Left Hand, unter dem 1995 Reality Is in Evil erschien. 1997 und 1998 folgten die Demos Eternal Realm und Blessed Be the Darkness. Danach verließ Reaper Behexen und wurde durch Gargantum ersetzt. Es folgte der Einstieg von Lunatic. Blessed Be the Darkness brachte der Band einen Vertrag mit Sinister Figure. 2000 erschien das Debütalbum Rituale Satanum.
2003 schloss sich Veilroth der Band an. Daraufhin unterschrieb Behexen einen Vertrag mit Woodcut Records und veröffentlichte das zweite Album By the Blessing of Satan, gefolgt von einer Split-Veröffentlichung mit Horna. Dem folgte die Trennung von Lunatic. 2004 trennte Behexen sich außerdem von Veilroth, und Reaper kehrte zur Band zurück. Am 28. Dezember 2004 trat Behexen mit Gorgoroth, Horna und Soulgrind auf.
Im Oktober 2005 fand die Tour of the Black Moon zusammen mit Archgoat und Hell Militia statt. Am 29. September 2006 spielte Bexehen auf dem Misanthropic Violence Festival III in Österreich, am 12. Januar 2007 in Tampere mit Archgoat, Baptism, Devil Lee Rot und Autopsy Torment. 2008 erschien das Album My Soul for His Glory, danach trat die Band am 22. März mit Eternity und Annihilation 666 in Deutschland beim Hellstorm over Harz auf, am 8. August mit Horna und Baptism in Tampere und am 13. Dezember beim Satans Convention Festival in Deutschland mit unter anderem Amon Amarth, Satyricon, Belphegor, Desaster und Horna. Es folgte eine Split-Veröffentlichung mit Satanic Warmaster.
Am 10. Oktober 2009 spielte die Band auf dem Fireblade Force Festival in Lichtenstein/Sa. mit unter anderem Impaled Nazarene, Taake, Eternity, Eminenz, Hell Militia und Angantyr. Vom 20. bis 22. November ging Bexehen mit Mayhem und Cavus auf die 25-Years-of-Chaos-Tournee. Außerdem wurden 2009 die Gitarristen ausgetauscht, die neue Besetzung war erstmals 2012 auf Nightside Emanations zu hören. Während der Arbeit am Album litt Hoath an gesundheitlichen Problemen, die nach eigener Aussage den kreativen Prozess aber nicht behinderten.

## Stil
Laut Gordon E. von Time for Metal genoss Behexen „allem durch den hohen Kreischgesang ein Alleinstellungsmerkmal“, welchen die Band ohne Sängerwechsel komplett veränderte. Dieser ist auf My Soul for His Glory wie auch auf dem Nachfolger Nightside Emanations nicht mehr zu hören. Auf The Poisonous Path vermischt die Band „wirbelnde“ Tremolo-Rhythmen, die an die Muster von Bands der zweiten Welle erinnern, mit der Intensität schwedischer Bands, bei denen diese Riff-Arrangements durch „wildes“ Schlagzeugspiel verstärkt werden. Die erste Hälfte des Albums besteht vorwiegend aus chaotischen Stücken ohne große Abweichungen, die zweite Hälfte aus längeren Stücken, die mehr in mittlerem Tempo mit gelegentlichen „Ausbrüchen“ in „frenetischere Bestrebungen“.
Die Band selbst bezeichnet den eigenen Stil als „True Satanic Black Metal“. Laut Sänger Hoath ist Behexen eine „Bruderschaft Satans, nicht bloß eine Band“. Hoath erklärte 2012 gegenüber dem Iron Fist, er sei als Nachkomme von Samael geboren. Okkultismus sei der Mittelpunkt seines Lebens, der einzige Grund, warum er „immer noch da“ sei, und „der einzige Grund, warum Behexen existiert“. Durch eine Interaktion mit Lilith bei einem Ritual sei er 2010 wiedergeboren worden. Entsprechend drückt er Verachtung gegenüber Personen aus, die Satanismus bloß zum Schockieren verwenden und die seiner Meinung nach „am nächsten Baum aufgehängt“ werden sollten. Entsprechend grenzt er auch den Black Metal von diesem fälschlich zugeordneten „Zirkusclowns“ wie Satyricon ab. Für die Gestaltung des Albums Nightside Emanations opferte er von seinem eigenen Blut. Hammer of Hate beschreibt die Band als für ihre Hingabe an Satan und dessen Preisung bekannt. Die Rituale auf dem damals aktuellen Album My Soul for His Glory spiegelten nicht nur gewalttätige Blasphemie, sondern auch mystische spirituelle Harmonien und die Opferung der Seele für Satans Glorie. Dementsprechend behandeln die Texte der Band größtenteils Satanismus, die Figur des Teufels und Lobpreisungen auf diesen. Zudem beinhalten sie eine Vielzahl blasphemischer Äußerungen, wie z. B. in dem Lied Christ Forever Die auf dem Debüt-Album, wo sich antichristliche Aussagen wie „Look at the god’s bastard son as he is hanging on the cross doing that only thing he can“ finden.

## Diskografie
Demos
- 1995: Reality Is in Evil (MC, Eigenvertrieb)
- 1997: Eternal Realm (MC, Eigenvertrieb)
- 1998: Blessed Be the Darkness (MC, Eigenvertrieb)

Alben
- 2000: Rituale Satanum (CD, Sinister Figure; 12”-Vinyl, Faustian Distribution)
- 2004: By the Blessing of Satan (CD/MC, Woodcut Records; 12”-Vinyl, Blut & Eisen Productions)
- 2008: My Soul for His Glory (CD/12”-Vinyl, Hammer of Hate Records)
- 2012: Nightside Emanations (CD/12”-Vinyl, Debemur Morti Productions)
- 2016: The Poisonous Path (CD/2x12”-Vinyl, Debemur Morti Productions)

Split-Veröffentlichungen
- 2004: Horna / Behexen (Split-EP mit Horna, 12”-Vinyl, Grievantee Productions; CD, Autistiartili Records; 12”-Vinyl, Woodcut Records)
- 2008: Satanic Warmaster / Behexen (Split-EP mit Satanic Warmaster, CD/10”-Vinyl, Hammer of Hate Records)

EPs
- 2008: From the Devil’s Chalice (3x7”-Vinyl/CD/MC, Woodcut Records)